# 梨木作次郎
梨木 作次郎（なしき さくじろう、1907年9月24日 - 1993年4月9日）は、日本の弁護士、社会運動家、政治家。元衆議院議員（日本共産党公認）。金沢弁護士会会長、自由法曹団常任幹事などを歴任する。

## 来歴
石川県石川郡蝶屋村（現・白山市）出身。日本大学専門部法科を卒業後、弁護士資格を取得。1931年に日本国民救援会の前身である日本赤色救援会へ入り、三・一五事件や四・一六事件をはじめ治安維持法違反事件の弁護に当たるが、1933年の日本労農弁護団一斉検挙事件で検挙。1935年には懲役2年執行猶予2年の有罪判決を受け、5年間の弁護士資格停止を命じられる（弁護士業は1938年に再開）。
1946年に日本共産党へ入党すると、自由法曹団や解放運動犠牲者救援会の再建活動に奔走。また、これと並行して翌年には日本農民組合（日農）及び全日本産業別労働組合会議（産別会議）の支援を展開する。1949年の衆院選で旧石川1区から出馬し初当選を果たす。当選1回。この間1948年には小松製作所ストに関して建造物侵入罪で起訴されるものの、後に無罪が確定した。1947年、1951年の各県知事選挙に立候補するも落選。
議員落選後もスモン病やイタイイタイ病を中心に公害訴訟の弁護団長などを務めていたが、1993年4月9日、前立腺がんのため石川県金沢市内の自宅で死去。85歳。

## 主著
- 『ある法廷からみた昭和史』（白山書店、1988年3月）
- 『激動の85年を生きて』（若草書房、1993年4月）